# Христианство в Ираке
Большинство христиан в Ираке это ассирийцы. Их община считается одной из старейших непрерывно существующих христианских общин в мире. В основном, они придерживаются сирийского христианства и говорят на ассирийском новоарамейском языке. Также, в Ираке есть некоторое количество христиан-арабов и армян, а также маленькие меньшинства христиан из числа преимущественно мусульманских курдов и иракских туркмен.
К 1990 году в Ираке насчитывалось около 1 500 000 христиан. Многие покинули страну во время и непосредственно после Войны в Персидском заливе (1990—1991). Накануне вторжения антииракской коалиции в 2003 году численность христианского населения составляла приблизительно 800 000 человек.
Многие эмигрировали в последующие годы из-за нестабильности и опасений за свои жизни во время Иракской войны (2003—2011) и Гражданской войны в Ираке (2011—2017), а также, преследований со стороны исламистов, в первую очередь, ИГИЛ. После разгрома Исламского государства христиане продолжили уезжать из Ирака по экономическим причинам и по соображениям безопасности.
Число ассирийцев в Ираке в 2024 году оценивалось в приблизительно 140 000 человек. Общее число христиан больше: по оценкам, около 250 000 человек.
Самой крупной по числу прихожан в Ираке является Халдейская католическая церковь, образовавшаяся в 1551 году в результате унии между Римским Престолом и епископами Ассирийской Церкви Востока, недовольными традицией назначения следующим Патриархом их Церкви племянника предыдущего. Сначала сторону халдо-католиков приняло меньшинство ассирийцев, но в настоящее время их число вдвое превышает количество ассирийцев, верных своей древней Церкви Востока. В этническом отношении халдеи — арабизированные ассирийцы.
Иракскими властями помимо халдейских церквей признаны ещё три христианские церкви:
- Сирийская католическая церковь,
- Сирийская православная церковь,
- Армянская апостольская церковь

## История христианства в Ираке
Христианство на территории нынешнего Ирака появилось ещё в апостольские времена и христианские общины халдейского Вавилона приветствовал ещё апостол Петр (1Пет. 5:13). Согласно христианскому преданию здесь проповедовал апостол Фома. Огромная роль в становлении Церкви Востока отводится и апостолу Аддаю (Мар Аддай) из числа так называемых «72 учеников», проповедовавшему в Северной Месопотамии между 37-65 гг. н. э. С его именем связано первое в мировой истории принятие христианства в качестве государственной религии в Эдессе. Ученики Мар Аддая — Мар Аггай (65-87 гг.) и Мар Мари (88-121 гг.) — продолжили его миссионерскую деятельность на территории Месопотамии, и именно при Мар Мари произошло укоренение Церкви Востока в столице парфянского Ирана Селевкии-Ктесифоне. Ко II—III векам предки современных ассирийцев — «арамеи» в своем подавляющем большинстве приняли христианство. Однако с приходом Сасанидов для христиан наступили сложные времена. В 341/342 гг. ктесифонская христианская община подверглась преследованиям со стороны персидских властей: 128 христиан нашли мученическую кончину. Их память отмечается 5 марта. В четвёртом веке в Месопотамии состоялся первый поместный Собор.
В 410 году Йездигерд I разрешил иракским христианам провести свой поместный собор, который собрался в Селевкии. На этом соборе была организована христианская церковь в государстве Сасанидов. Епископ Селевкии и Ктесифона Мар Исхак был избран главой церкви. Он получил титул «католикоса» и стал иметь свою резиденцию в Ктесифоне. В 424 году собор в этом городе запретил всякие апелляции к антиохийскому архиепископу, учредив, тем самым, автокефальную Ассирийскую церковь. В пятом столетии, Ктесифон стал очень важным центром несторианизма. Миссионеры из Ктесифона обращали в христианство многих людей вдоль Шелкового Пути, например, в Раги и Мараканде, и в Маргиане и Арии. В 635 году первые христиане достигли Китая.
В VI веке на севере Ирака активизировались яковиты. Они обосновались в предместьях Мосула.
С 766 года резиденция патриарха перенесена из Ктесифона в Багдад. К началу XII в. Церковь насчитывает 25 митрополий, не менее 146 епископов и управляется Патриархом—Католикосом, собирающим ежегодно Собор иерархов в Багдаде. Значимым для всей христианской церкви местным святым был Исаак Сирин.
Захват монголами Багдада в 1258 году не принес облегчения христианам. Потомки хана Хулагу вскоре приняли ислам — религию большинства населения завоёванной ими страны, после чего мусульмане стали вновь преследовать христиан. В конце XIV века страшный удар по уже ослабевшей церкви нанёс Тамерлан. Считается, что он стал причиной почти полного исчезновения христианства в Иране и в Средней Азии.
В 1552 году от Церкви Востока отделилась Халдейская католическая церковь. Первоначально халдейские христиане держались севера страны, но в середине XX века их патриарх перебрался в Багдад.
Христиане в Месопотамии в основном селились и жили в Багдаде, Киркуке, Мосуле и Басре.

## Современность
После американского вторжения жизнь иракских христиан осложнилась. В 2010 году исламисты устроили бойню в христианском храме Багдада. Из-за хаоса и атмосферы террора в Ираке в 2014 году страну покинуло 125 тыс. христиан. Страдали христианские церкви и от авиаударов США. Тем не менее, лидер халдеев-католиков Варда призвал Великобританию к активным военным действиям в своей стране. В 2015 году из христиан Багдада был создан отряд самообороны «Вавилонская бригада». Среди христиан Ирака отсутствует единство. Христиане южного Ирака арабоязычны и являются сторонниками единого иракского государства, христиане-ассирийцы сосредоточены на севере в Курдистане и поддерживают сепаратистов.

## Христиане на территории Исламского государства
Одной из значительных вооружённых группировок на территории Ирака стало Исламское государство, в зоне контроля которого христианам необходимо платить джизью в размере 435 евро в год на состоятельного человека или 216 евро в год на человека среднего достатка. Также христианам запрещена демонстрация креста (в том числе и в качестве украшения церквей), публичное распитие спиртных напитков и поедание свинины.